# Железняков, Валентин Николаевич
Валенти́н Никола́евич Железняко́в (7 ноября 1930 — 6 октября 2013) — советский и российский кинооператор и педагог, профессор. Заслуженный деятель искусств РСФСР (1978).

## Биография
Валентин Николаевич Железняков родился 7 ноября 1930 года.
В 1958 году окончил операторский факультет ВГИКа.

Член КПСС с 1964 года.
Первой работой стал фильм «Тамбу-Ламбу», сделанный совместно с О. В. Лучининым. Работал оператором-постановщиком киностудии «Мосфильм», сотрудничал с такими режиссёрами, как Василий Ордынский, Александр Алов, Владимир Наумов, Евгений Ташков, Александр Столпер.

С 1982 года Железняков — преподаватель ВГИКа.
В стенах ВГИКа Валентин Николаевич воспитал не одно поколение высокопрофессиональных операторов. Трудно переоценить его вклад в развитие гильдии кинооператоров. Он поддерживал приятельские отношения с такими видными деятелями кинематографа, как Феллини и Антониони.
В 2012 году была начата работа над биографической картиной «Мастер» о жизни и творчестве В. Н. Железнякова.
Будучи незрячим из-за профессионального заболевания операторов — глаукомы, Валентин Николаевич продолжал упорно трудиться. Используя диктофон и «говорящую» операционную систему на ПК, он написал три книги: «Цвет и контраст. Технология и творческий выбор» (2000 год), «Cinematografer. Человек с фабрики грёз» (2004 год) и «Анатомия зрительного образа» (2012 год). В 2014 году готовилась к выходу в свет его четвёртая книга, включающая в себя мультимедийное содержание.
Валентин Никодаевич Железняков скончался в Москве 6 октября 2013 года после продолжительной болезни. Похоронен на Преображенском кладбище.

## Награды и достижения
- лауреат Всесоюзного кинофестиваля в номинации «Призы за операторскую работу» за 1978 год за фильм «Легенда о Тиле».
- заслуженный деятель искусств РСФСР (1978)
- Государственная премия СССР (1985) — за фильм «Берег» (1983).
- В 2004 году стал первым лауреатом премии киноизобразительного искусства «Белый квадрат» Гильдии кинооператоров России «За вклад в операторское искусство».

## Фильмография

### Кинооператор
- 1958 — Тамбу-Ламбу (совместно с Олегом Лучининым)
- 1958 — Особый подход (совместно с Саввой Кулишом).
- 1963 — Память поколения (совместно с Владимиром Фастенко)
- 1964 — Страницы первой любви
- 1965 — Эскадра уходит на запад
- 1967 — Красное, синее, зелёное
- 1967 — Операция «Трест»
- 1968 — Первая любовь
- 1970 — Красная площадь (совместно с Борисом Травкиным)
- 1972 — Свеаборг
- 1972 — Четвёртый
- 1973 — Дети Ванюшина
- 1976 — Легенда о Тиле
- 1977 — Диалог
- 1980 — Тегеран-43
- 1982 — Мать Мария
- 1983 — Берег
- 1985 — Алов (документальный)
- 1987 — Выбор
- 1987 — Время летать
- 1989 — Закон
- 1990 — Десять лет без права переписки
- 1991 — Не спрашивай меня ни о чём
- 1992—1994 — Горячев и другие

### Актёрские работы
- 1988 — Осень, Чертаново…

## Высказывания
7 ноября 2005 года Владимир Путин поздравил Железнякова с 75-летием:
«Вы посвятили свою творческую жизнь кинематографу и прославленному „Мосфильму“, состоялись как высокопрофессиональный кинооператор, настоящий мастер своего дела. Ваши работы по праву завоевали признание коллег и широкой зрительской аудитории. Отрадно, что и сегодня Вы полны сил, энергии, планов, реализуете свой многогранный талант как замечательный педагог, плодотворно занимаетесь литературной деятельностью».

## Публикации

### Книги
- Железняков В. Н. Цвет и контраст. Технология и творческий выбор. Учебное пособие. — М.: ВГИК, 2001. — 286 стр.
- Железняков В. Н. Cinematografer/ Человек с фабрики грёз. — М.: Пробел-2000, 2004. — 200 стр.
- Железняков В. Н. Анатомия зрительного образа. — М.: Союз Кинематографистов РФ, 2012. — 114 стр.